# EFP
Розширена передова присутність НАТО (англ. enhanced Forward Presence Battle Groups, eFP) — програма НАТО з передової присутності посилених батальйонних тактичних груп у країнах Східної Європи.
Програма була прийнята на Варшавському саміті НАТО у 2016 р., для її реалізації в Естонії, Латвії, Литві та Польщі розгорнуті 4 багатонаціональні батальйонні групи.

## Батальйонні групи

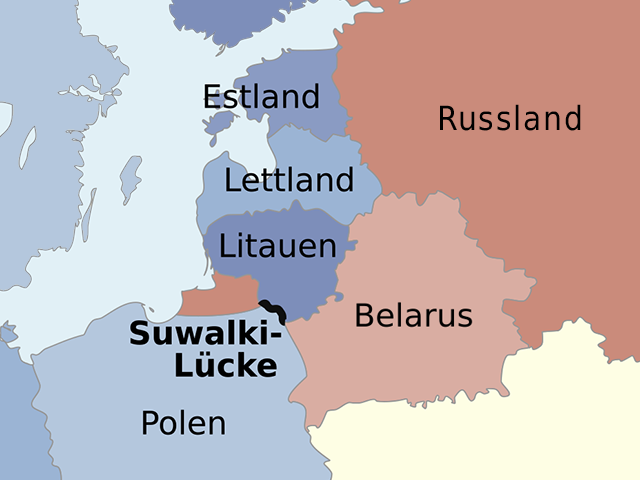

| Країна  | Штаб                 | Головна країна  | Поточні учасники                                              |
| ------- | -------------------- | --------------- | ------------------------------------------------------------- |
| Естонія | Тапа (Ляене-Вірумаа) | Велика Британія | Данія, Ісландія                                               |
| Латвія  | Адажі                | Канада          | Албанія, Іспанія, Італія, Польща, Словаччина, Словенія, Чехія |
| Литва   | Рукла                | Німеччина       | Бельгія, Чехія, Ісландія, Люксембург, Нідерланди, Норвегія    |
| Польща  | Ожиш                 | США             | Хорватія, Румунія, Велика Британія                            |